# Pacifigorgia samarensis
Pacifigorgia samarensis is een zachte koraalsoort uit de familie Gorgoniidae. De koraalsoort komt uit het geslacht Pacifigorgia. Pacifigorgia samarensis werd in 2003 voor het eerst wetenschappelijk beschreven door Breedy & Guzman. 